# Municipio de Waverly (condado de Codington)
El municipio de Waverly (en inglés: Waverly Township) es un municipio ubicado en el condado de Codington en el estado estadounidense de Dakota del Sur. En el año 2010 tenía una población de 189 habitantes y una densidad poblacional de 1,61 personas por km².

## Geografía
El municipio de Waverly se encuentra ubicado en las coordenadas 45°1′30″N 96°56′40″O / 45.02500, -96.94444. Según la Oficina del Censo de los Estados Unidos, el municipio tiene una superficie total de 117.58 km², de la cual 117,55 km² corresponden a tierra firme y (0,03 %) 0,03 km² es agua.

## Demografía
Según el censo de 2010, había 189 personas residiendo en el municipio de Waverly. La densidad de población era de 1,61 hab./km². De los 189 habitantes, el municipio de Waverly estaba compuesto por el 96,83 % blancos, el 0,53 % eran amerindios, el 1,06 % eran asiáticos, el 0,53 % eran de otras razas y el 1,06 % eran de una mezcla de razas. Del total de la población el 1,06 % eran hispanos o latinos de cualquier raza.